# Todd Bennett
Pour les articles homonymes, voir Bennett.
Todd Bennett (né le 6 juillet 1962 à Southampton, mort le 16 juillet 2013,) est un athlète britannique spécialiste du 400 mètres.

## Biographie
En 1981, lors des championnats d'Europe juniors d'Utrecht, Todd Bennett s'adjuge la médaille d'or du 400 m et la médaille d'argent du relais 4 × 400 m. En 1982, dans l'épreuve du 4 × 400 m, il se classe deuxième des championnats d'Europe d'Athènes et premier des Jeux du Commonwealth, à Brisbane, aux côtés de ses coéquipiers anglais.
Il participe aux premiers championnats du monde d'athlétisme en 1983 à Helsinki. Éliminé en demi-finale du 400 m, il remporte la médaille de bronze du relais 4 × 400 m en compagnie de Ainsley Bennett, Garry Cook et Philip Brown. L'année suivante, l'équipe britannique du 4 × 400 m (Kriss Akabusi, Garry Cook, Todd Bennett et Philip Brown) se classe deuxième des Jeux olympiques de Los Angeles, derrière le relais des États-Unis. Elle établit à cette occasion un nouveau record d'Europe de la discipline en 2 min 59 s 13.
En début de saison 1985, Todd Bennett termine deuxième du 400 m lors des Jeux mondiaux en salle se déroulant au Palais omnisports de Paris-Bercy, devancé pour le titre par l'Est-allemand Thomas Schönlebe (45 s 60). Il remporte par la suite son premier titre individuel majeur en devenant champion d'Europe en salle du 400 m, au Pirée, en 45 s 56, battant la meilleure performance mondiale en salle de Schönlebe.
En 1987, aux championnats d'Europe en salle de Liévin, le Britannique s'adjuge son deuxième titre continental en salle (46 s 81).
Il meurt d'un cancer le 16 juillet 2013.

### Palmarès
| Date | Compétition                    | Lieu        | Résultat | Épreuve   |
| ---- | ------------------------------ | ----------- | -------- | --------- |
| 1981 | Championnats d'Europe juniors  | Utrecht     | 1er      | 400 m     |
| 1981 | Championnats d'Europe juniors  | Utrecht     | 2e       | 4 × 400 m |
| 1982 | Championnats d'Europe          | Athènes     | 2e       | 4 × 400 m |
| 1982 | Jeux du Commonwealth           | Brisbane    | 1er      | 4 × 400 m |
| 1983 | Championnats du monde          | Helsinki    | 3e       | 4 × 400 m |
| 1984 | Jeux olympiques                | Los Angeles | 2e       | 4 × 400 m |
| 1985 | Jeux mondiaux en salle         | Paris       | 2e       | 400 m     |
| 1985 | Championnats d'Europe en salle | Le Pirée    | 1er      | 400 m     |
| 1986 | Jeux du Commonwealth           | Édimbourg   | 2e       | 200 m     |
| 1986 | Jeux du Commonwealth           | Édimbourg   | 1er      | 4 × 400 m |
| 1987 | Championnats d'Europe en salle | Liévin      | 1er      | 400 m     |
| 1988 | Jeux olympiques                | Séoul       | 5e       | 4 × 400 m |
| 1989 | Championnats d'Europe en salle | La Haye     | 4e       | 400 m     |

### Records
| Épreuve | Épreuve   | Performance | Lieu        | Date        |
| ------- | --------- | ----------- | ----------- | ----------- |
| 400 m   | Plein air | 45 s 51     | Los Angeles | 5 août 1984 |
| 400 m   | Salle     | 45 s 53     | Athènes     | 3 mars 1985 |